# Obwiednia sygnału

Obwiednia (kolor czerwony) sygnału (niebieski) odpowiadającego solitonowi

Obwiednia pakietu falowego (kolor czerwony)

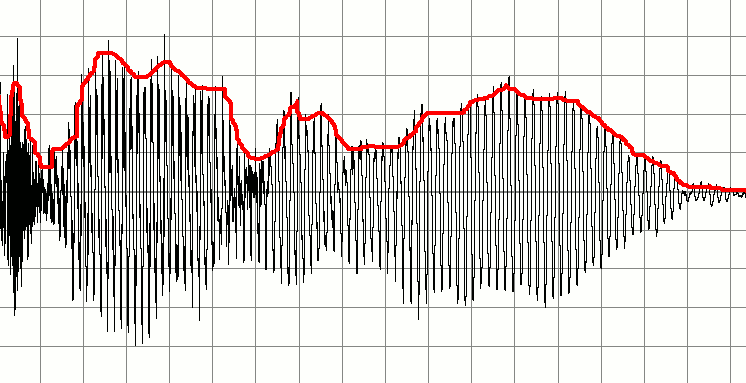
Obwiednia sygnału (czerwony), otrzymana elektronicznie przy pomocy demodulatora amplitudy

Obwiednia sygnału – chwilowa wartość amplitudy sygnału, jako funkcja czasu, zmieniająca się znacznie wolniej niż sam sygnał. Pojęcie obwiedni sygnału jest intuicyjne i nieścisłe, a mimo to użyteczne i często stosowane w fizyce, akustyce, elektronice i wielu innych dziedzinach techniki. Ścisłym odpowiednikiem tego pojęcia w matematyce jest obwiednia rozumiana jako ograniczenie danej rodziny krzywych.
Pojęcie obwiedni sygnału jest stosowane w odniesieniu do sygnałów mających charakter szybkich oscylacji o wolnozmiennej amplitudzie. Określenia „szybki” i „wolny” są tu czysto umowne. Szybka zmienność w akustyce może oznaczać zakres częstości nawet o 9 rzędów wielkości mniejszy, niż wolna zmienność w optyce.
Załączone rysunki przedstawiają obwiednie kilku sygnałów, oznaczone kolorem czerwonym. W każdym z tych przypadków intuicyjne zrozumienie pojęcia obwiedni jest rzeczą prostą. Nie sposób jednak podać zadowalającej definicji matematycznej (ścisłej) tak rozumianej obwiedni.
Ostatni z rysunków (u dołu) przedstawia obwiednię wygenerowaną, na podstawie sygnału wejściowego, przez układ elektroniczny nazywany demodulatorem amplitudy. Umowność pojęcia obwiedni jest na tym rysunku doskonale widoczna – zmieniając parametry demodulatora można uzyskać inne wyniki.

## Zastosowania
- Pojęcie obwiedni bywa szczególnie często używane w odniesieniu do opisu interferencji dwóch sygnałów o nieznacznie różniących się częstotliwościach, czyli tak zwanych dudnień.

- W radiofonii, krótkofalarstwie i innych dziedzinach łączności szybkozmienny sygnał o zmodulowanej amplitudzie jest często używany do przesyłania wolnozmiennego sygnału modulującego (najczęściej dźwiękowego). W wyniku modulacji amplitudowej sygnał modulujący staje się obwiednią sygnału nośnego.

- W akustyce, pojęcie obwiedni bywa użyteczne m.in. przy analizie i rekonstrukcji brzmienia instrumentów muzycznych. W szczególności, jedną z podstawowych metod tworzenia dźwięku przez syntezatory jest nakładanie zadanej obwiedni na okresowy sygnał odpowiadający chwilowemu brzmieniu naśladowanego instrumentu. Obwiednia taka, nazywana obwiednią dźwięku, składa się z kilku faz (zwykle czterech), nazywanych narastaniem, opadaniem, podtrzymaniem i wybrzmiewaniem (zobacz: generator obwiedni)